# Kia Tasman
Kia Tasman — пікап середнього розміру, який південнокорейський виробник Kia випустив у 2025 році. 
Він був представлений 29 жовтня 2024 року на міжнародному автосалоні в Джидді в Саудівській Аравії.

## Етимологія

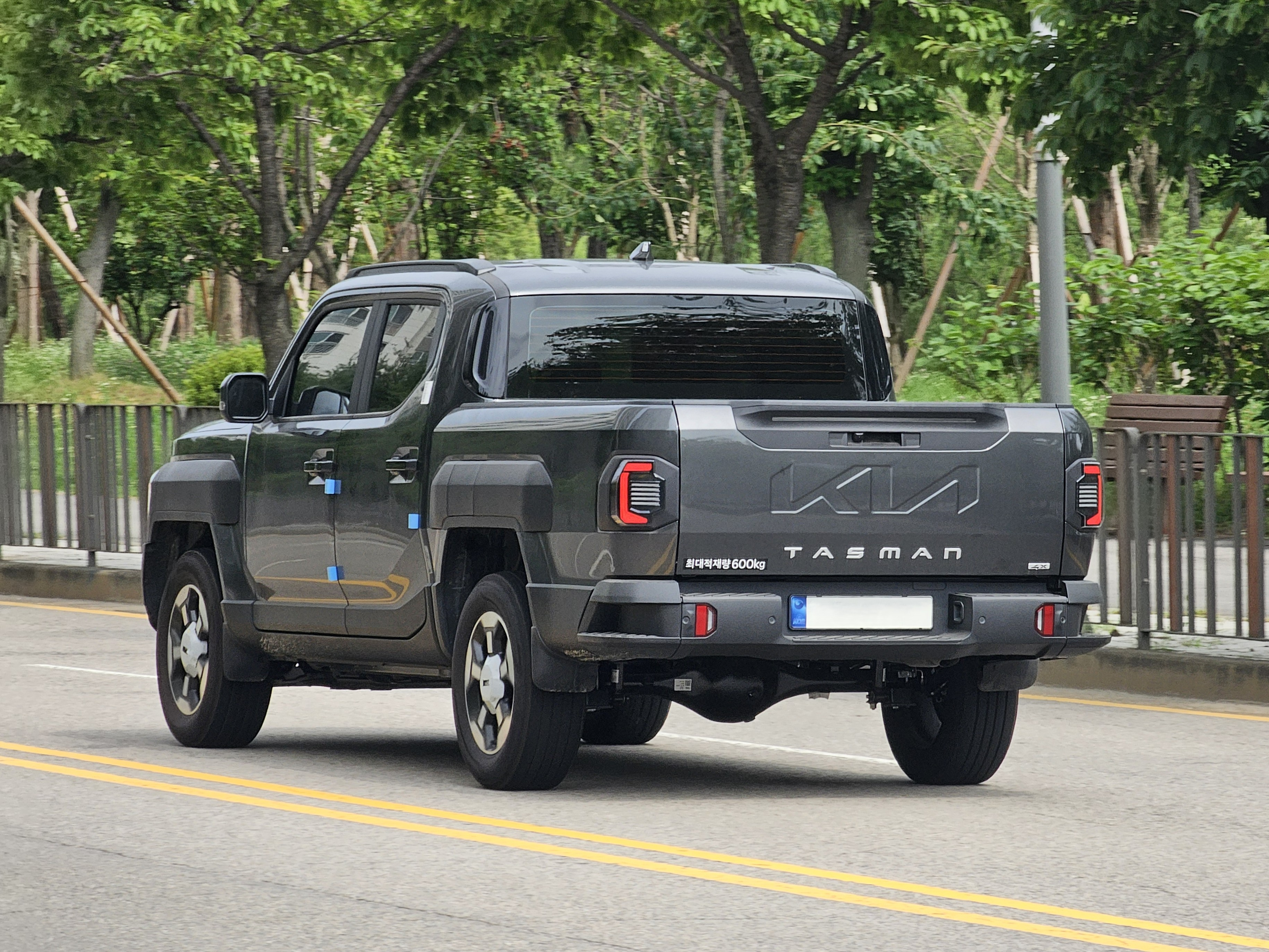
Kia Tasman TK

Транспортний засіб названо на честь Тасманового моря, розташованого між Австралією та Новою Зеландією. За словами Kia, назва була обрана через важливість австралійського ринку для автомобіля. 

## Опис
Tasman виробляється в Південній Кореї, а Австралія буде одним з головних ринків збуту автомобіля. Kia стверджувала, що Tasman буде «самим австралійським автомобілем», який вона коли-небудь створювала. Kia Australia заявила про значну участь у розробці пікапа та планувала отримати близько 10 відсотків частки ринку пікапів у країні, коли Tasman надійшов у продаж. 

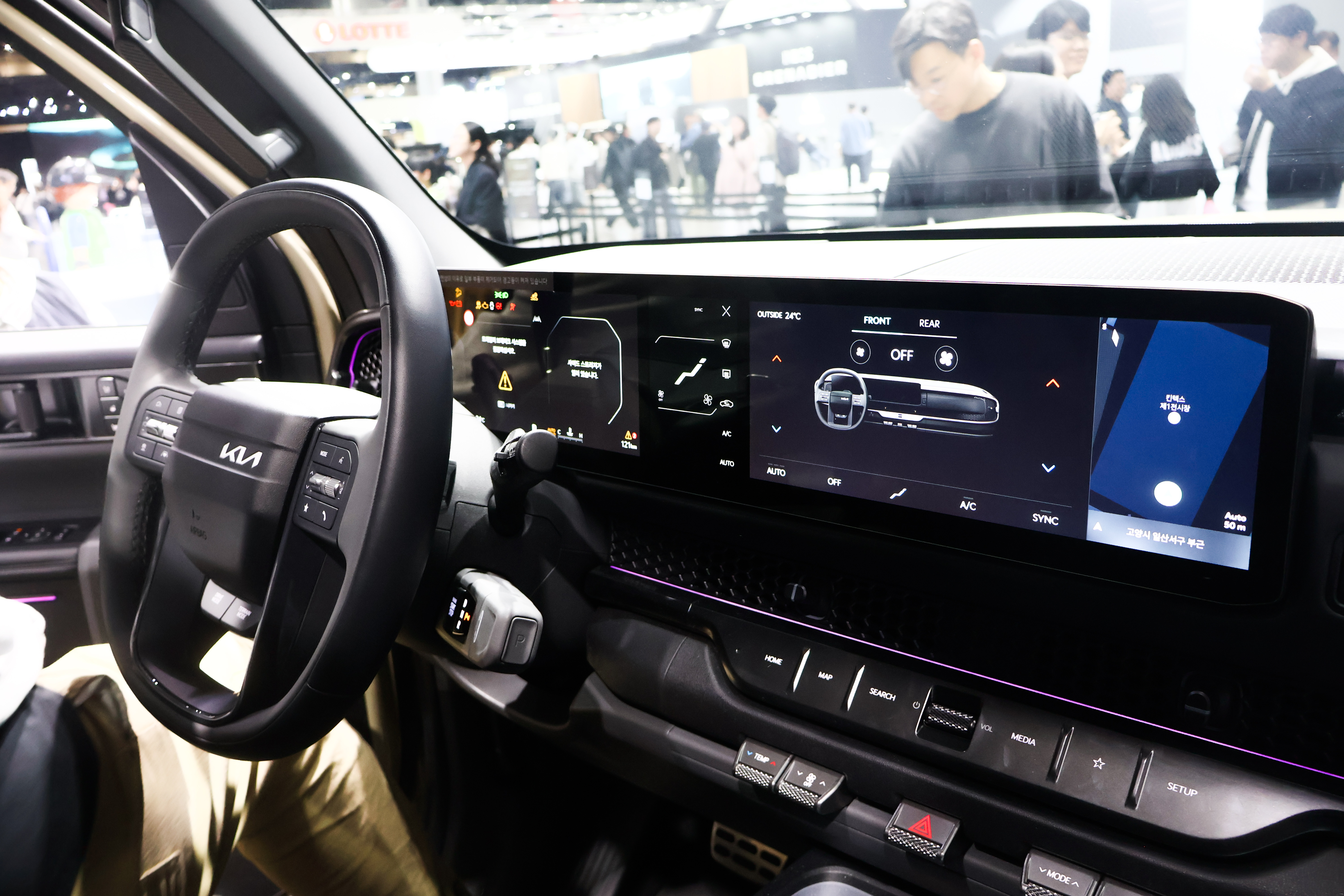

Tasman побудований на абсолютно новій платформі та конкурує з Ford Ranger, Mitsubishi L200 і Toyota Hilux, і відповідатиме їхній гальмівній потужності буксирування 3500 кг і корисному навантаженню приблизно 1000 кг.
Назва «Tasman» була підтверджена у квітні 2024 року, до першої офіційної появи Tasman 23 квітня 2024 року, коли Kia Australia опублікувала зображення, на яких показано автомобіль, загорнутий у художню камуфляжну наклейку, розроблену місцевим художником Річардом Бойдом-Данлопом.   

## Доступність
Початковий випуск буде націлений на ринки, включаючи Корею, Австралію, Африку та Близький Схід. Примітно, що Kia оголосила, що Tasman не буде доступний у Сполучених Штатах і Канаді, принаймні для моделі 2025 року. 

## Двигуни

#### Бензин:
- 2,5 л Smartstream G2.5 T - GDi I4

#### Дизель:
- 2,2 л Smartstream D2.2 CRDi Turbo I4